# Cryptolepis
Cryptolepis är ett släkte av oleanderväxter. Cryptolepis ingår i familjen oleanderväxter.

## Dottertaxa tillCryptolepis, i alfabetisk ordning[1]
- Cryptolepis apiculata
- Cryptolepis arbuscula
- Cryptolepis balansae
- Cryptolepis buchananii
- Cryptolepis capensis
- Cryptolepis cryptolepioides
- Cryptolepis decidua
- Cryptolepis delagoensis
- Cryptolepis eburnea
- Cryptolepis gillettii
- Cryptolepis gossweileri
- Cryptolepis grandiflora
- Cryptolepis hypoglauca
- Cryptolepis ibayana
- Cryptolepis intricata
- Cryptolepis javanica
- Cryptolepis laurentii
- Cryptolepis laxa
- Cryptolepis macrophylla
- Cryptolepis migiurtina
- Cryptolepis newii
- Cryptolepis nugaalensis
- Cryptolepis oblongifolia
- Cryptolepis obtusa
- Cryptolepis orbicularis
- Cryptolepis producta
- Cryptolepis sanguinolenta
- Cryptolepis sinensis
- Cryptolepis socotrana
- Cryptolepis somaliensis
- Cryptolepis stefanianii
- Cryptolepis volubilis
- Cryptolepis yemenensis